# Église du Sacré-Cœur d'Amiens
L'église du Sacré-Cœur d'Amiens est une église catholique située à Amiens dans le département de la Somme, dans le quartier de La Vallée, près de la gare du nord.

## Historique
L´église du Sacré Cœur d'Amiens a été construite à partir de 1890 sur les plans de l'architecte amiénois Edmond Douillet. La construction de la gare du nord et des voies ferrées au milieu du XIXe siècle avait isolé le quartier situé au nord des lieux de cultes du faubourg de Noyon. La construction ne devait, au départ, n'être qu'une chapelle, mais les dons subtentiels des particuliers permirent d'édifier une véritable église.

## Caractéristiques
L'église du Sacré Cœur construite en brique rouge et en brique blanche de Denain est de style romano-byzantin. Sa façade à trois portails aux archivolte ornées d'entrelacs, est surmontée d'un clocher. Cet édifice de plan basilical traditionnel est composé d'une nef à deux bas-côtés, d'un transept et d'un chœur avec voûte en cul-de-four. La croisée du transept quant à elle est surmontée d'une coupole sur pendentifs.
Les voûtes de la nef et des bas-côtés sont en bois peint. La voûte de la nef est composée de caissons rectangulaires ornés de croix et d'étoiles, celle des bas-côtés de caissons carrés décorés d'une étoile à huit branches. La coupole, le transept, le chœur et l'abside en cul de four ont une voûte de pierre. Une peinture représentant le Sacré-Cœur décore la voûte de l'abside. Gustave Riquet a réalisé le décor paint.
Le décor intérieur est composé de deux statues : Marguerite-Marie Alacoque et le Sacré-Cœur d'Albert Roze et de verrières de Joseph Archepel réalisées en 1954. Les verrières de l'abside représentent les symboles des quatre évangélistes, la verrière centrale représente le Sacré-Cœur.
Outre le maître-autel, le mobilier est composé d'une chaire à prêcher dont le dosseret est décoré d'un aigle sculpté.

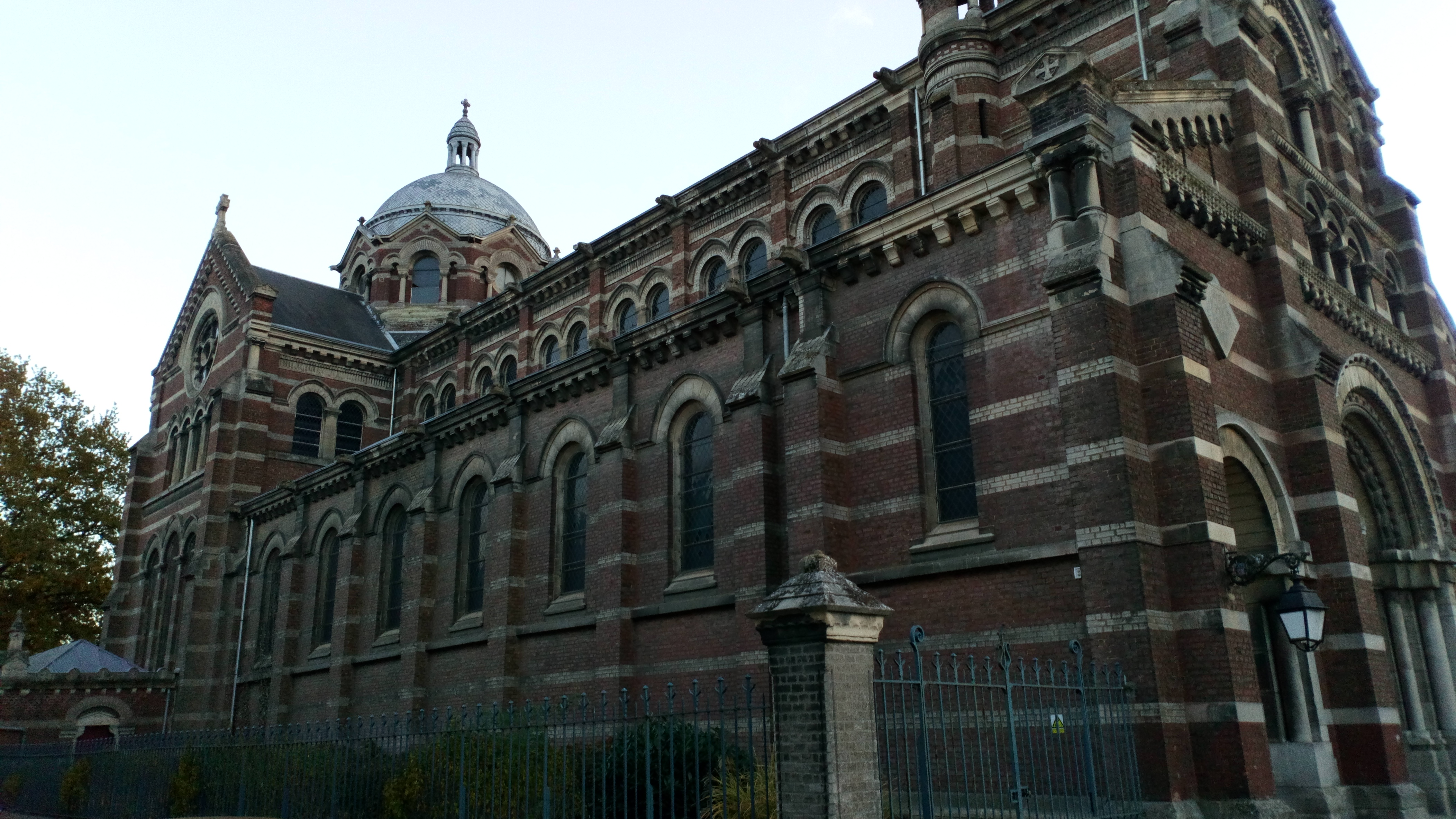
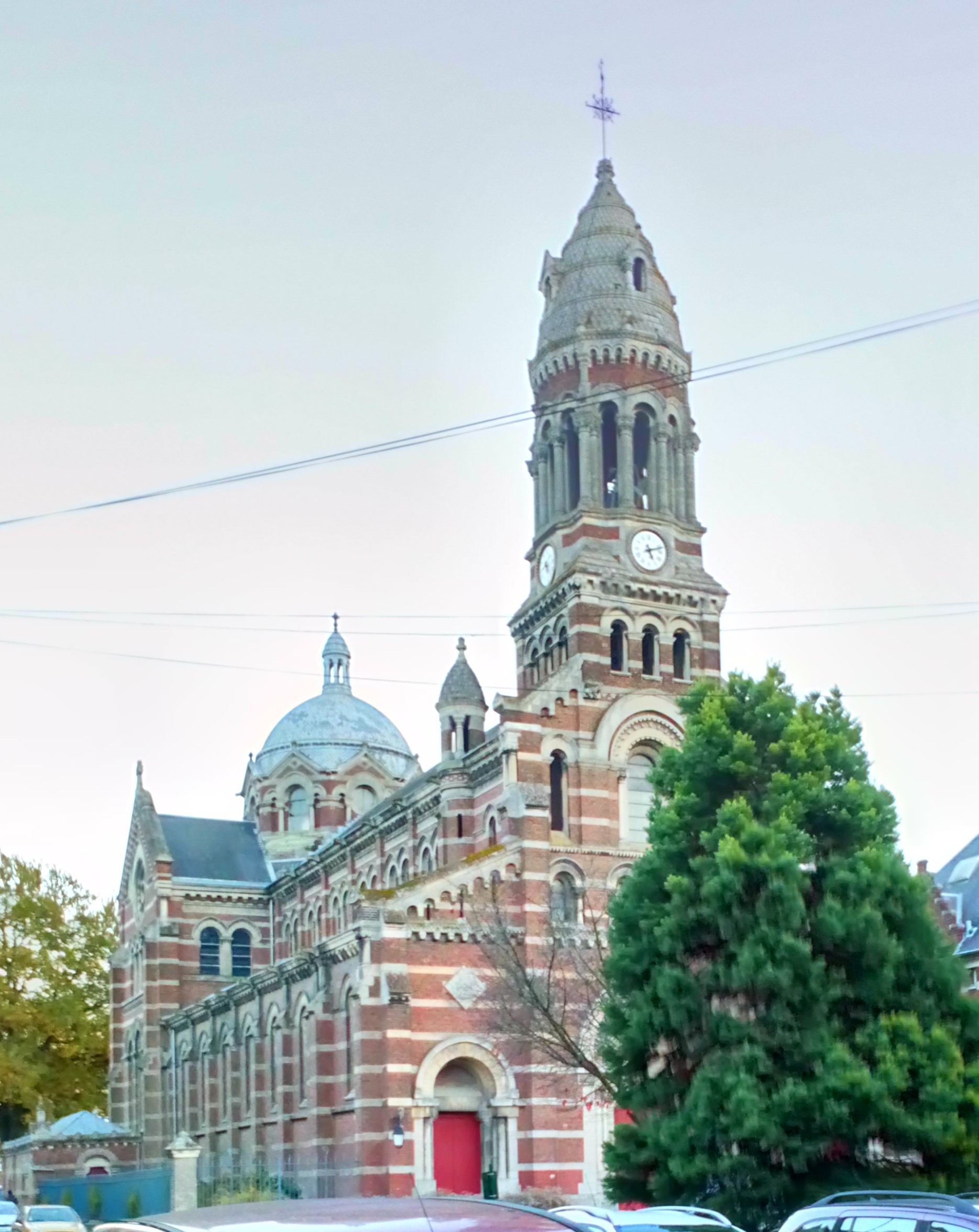
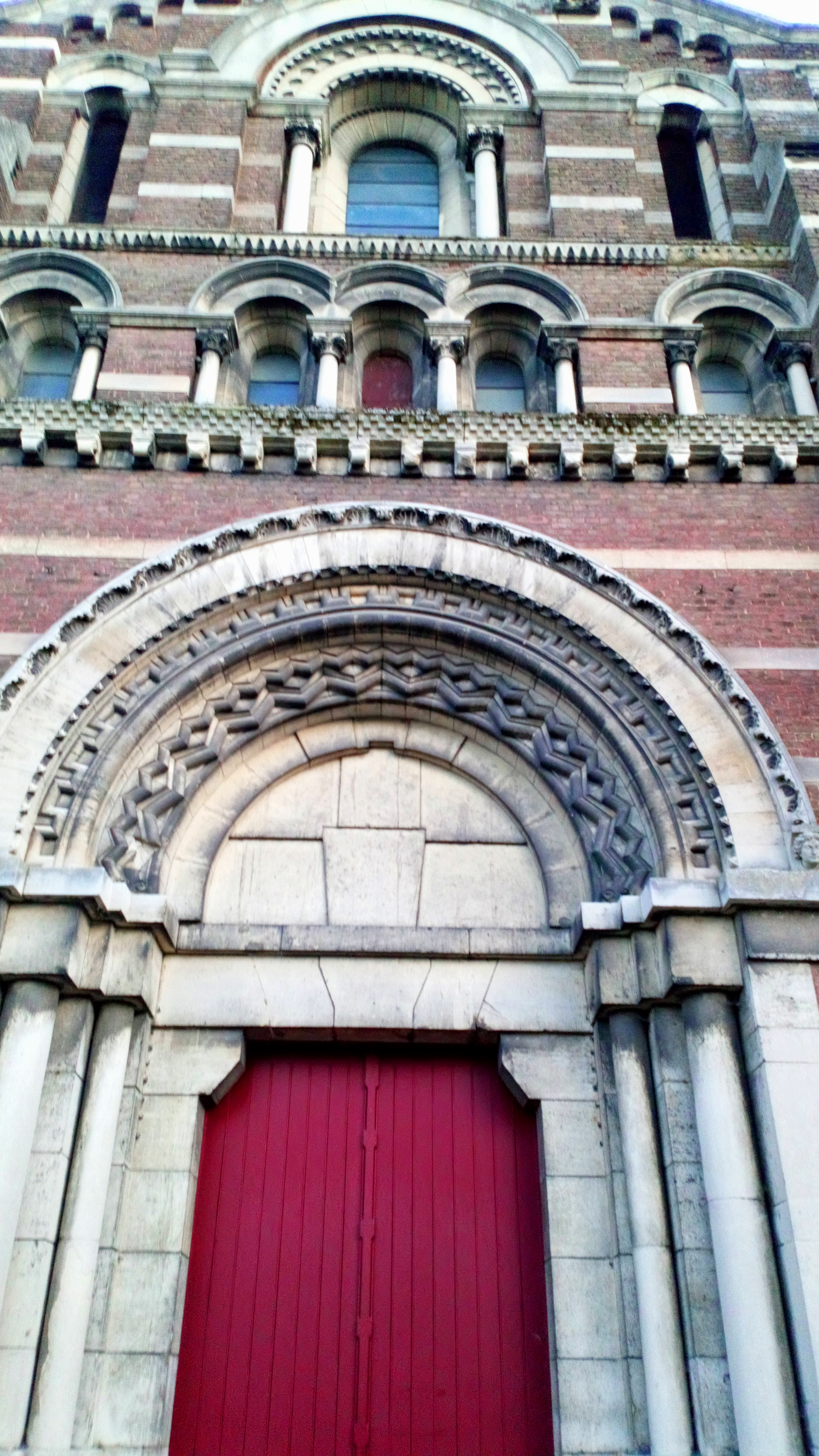
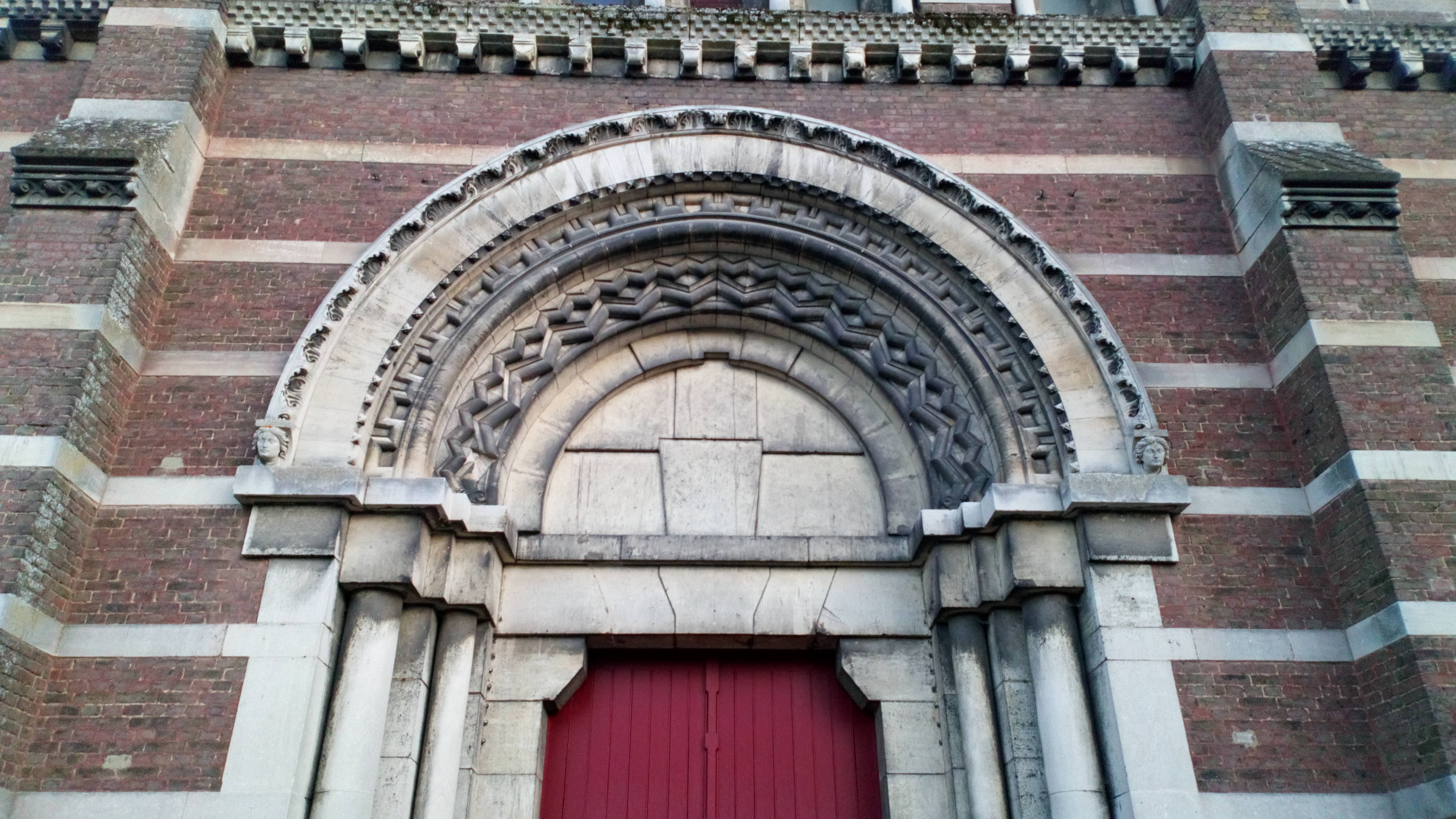